# Calopogonium caeruleum
Calopogonium caeruleum är en ärtväxtart som först beskrevs av George Bentham, och fick sitt nu gällande namn av Francisco Adolfo Sauvalle. Calopogonium caeruleum ingår i släktet Calopogonium och familjen ärtväxter. Inga underarter finns listade i Catalogue of Life.